# Jacques-Armand Cardon
Pour les articles homonymes, voir Cardon (homonymie).
Cardon, de son vrai nom Jacques Armand Cardon, né le 30 novembre 1936 au Havre (Seine-Inférieure), est un dessinateur et caricaturiste français.

## Biographie
Le père de Cardon, ouvrier voilier, est fait prisonnier en 1940 et meurt en captivité. Le jeune Jacques-Armand passe la guerre dans le centre Bretagne. Il reste très marqué par les horreurs de la guerre. 
Cardon connaît la reconstruction du port de Lorient et vit dans les baraquements du château de Soye, avant de travailler dans les arsenaux de la Marine à Lorient à l'âge de 17 ans,. Il effectue son service militaire à Toulon et, en 1957, l'occasion lui est offerte d'y fréquenter l’école des beaux-arts, où il étudie la lithographie ; il pratique ensuite la gravure et la sculpture. Il retourne un temps à Lorient puis arrive à Paris.
En 1961, il publie ses premiers dessins dans Bizarre aux éditions Jean-Jacques Pauvert,. Sur recommandation de Pauvert, il rencontre l'équipe d'Hara-Kiri des débuts, composée de Cabu, Wolinski, Fred, Roland Topor, François Cavanna et le professeur Choron,. Il se sent proche de Gébé, lui aussi issu de la classe ouvrière. À partir de 1962, il collabore à Siné Massacre, France-Deux (il publie entre autres : Le crime paie bien), à L'Humanité et à la revue du SNESup, le Syndicat national de l'enseignement supérieur.
En 1968, il collabore à L'Action, publie des dessins dans L'Enragé, avec Siné, Gébé, Wolinski et Topor. De 1970 à 1978, il fait paraître des bandes dessinées dans Le fou parle, Charlie Hebdo, L'Écho des savanes, et des bandes dessinées politiques dans Politique Hebdo – et dans L'Humanité-Dimanche jusqu'en 1979.
Il participe régulièrement à l'émission Tac au Tac, produite par Jean Frapat. Il dessine pour un ballet de Paul-André Fortier, à Montréal, en 1981. Il écrit et réalise un dessin animé, court métrage de 7 minutes intitulé L'Empreinte, dont l'animation est dirigée par Henri Lacam (prix de la première œuvre au festival d'Annecy, sélection pour le festival de Cannes 1975). Il crée la revue Le Père Denis avec Kerleroux, Vasquez de Sola et Grandremy.
Il collabore régulièrement au Monde et, à partir de 1973, au Canard enchaîné,. Parallèlement, il expose ses dessins en France, en Allemagne et dans d'autres pays européens.
Ses dessins paraissent dans l'anthologie Planète, L’Humour noir, de Jacques Sternberg (1967) dans laquelle est éditée la série des chaises impossibles datant de 1962. Il crée La Condition humaine dans Satirix (1972) et Albin Michel publie Ligne de fuite. La Véridique histoire des compteurs à air paraît aux éditions de La Courtille (1973). En 1986, les éditions du Héron publient le recueil Comment crier et quoi. En 1995, il exécute des dessins pour Les Sursitaires d'Elias Canetti. Six ans plus tard, il dessine dans l'anthologie Tout l'humour du monde, aux éditions Glénat.
En 2002 paraît une monographie, Cardon, dessins, regroupant une sélection de sa production des trente dernières années, aux éditions du Héron.
En 2010 sort un album rétrospectif de 240 dessins, Cardon, vu de dos - trente ans de dessins plus que politiques aux éditions L'Échappée. Cet ouvrage montre ses personnages silencieux, vus de dos mais néanmoins reconnaissables ; ses dessins emploient rarement les phylactères. L'ouvrage reçoit un accueil critique positif dans L'Est républicain et Le Point.
En 2015, Cardon, qui a grandi dans la cité de Soye, reçoit la médaille de la ville de Ploemeur, qui lui décerne aussi le titre de citoyen d'honneur ; l'artiste est l'un des présidents d'honneur de l'association Mémoire de Soye.
En 2020 sort Cathédrale Cardon, condensé de toute sa carrière de dessinateur,. Deux ans après, sort Ras le bol, compilation de planches faites pour l'Humanité Dimanche et Politique Hebdo de 1970 à 1976. L'album est dans la sélection du Prix du patrimoine au festival 2023 de la BD d'Angoulême.
Il est installé en Anjou depuis le début des années 2000.

## Publications
- La Véridique Histoire des compteurs à air, éditions de la Courtille, 1972 ; rééd. Les Cahiers dessinés, 2012  (ISBN 978-2283025215)
- Ligne de fuite, Albin Michel, 1973
- L'Apocalypse est pour demain ou les aventures de Robin Cruso, texte de Jean Yanne, Éditions Jean-Claude Simoën, 1977
- Comment crier et quoi, les Éditions du héron, 1986
- Les Sursitaires d'Elias Canetti, illustrations, 1995
- Cardon, dessins, avec Jean Robert, les Éditions du héron, 2002  (ISBN 978-2884860017)
- Cardon vu de dos : trente ans de dessins plus que politiques, Éditions l'Echappée, 2010  (ISBN 978-2915830538)
- Cathédrale Cardon, Super Loto éditions/Monte-en-l'air, 2020  (ISBN 979-1092775334)
- Ras le bol, Super Loto éditions/Les Requins Marteaux, 2022,  (ISBN 978-2-84961-327-6)